# Teodebaldo (Alemanni)
Teodebaldo, chiamato anche Theudebald o Theutbald, (... – forse nel 746) fu duca alemanno dal 709 al 732 e nuovamente duca dal 741 al 746.

## Biografia
Dopo la morte del duca e padre Gotfrido nel 709, Teodebaldo e suo fratello Lantfrido assunsero la carica di duca degli Alemanni. Entrambi i fratelli erano fortemente ostili ai maggiordomi di palazzo franchi. Essi avevano come probabile fratello Odilone, duca dei Bavari.
Il monaco Pirmino fondò il monastero di Reichenau nel 724 sotto la protezione del maggiordomo di palazzo Carlo Martello nel mezzo del ducato alemanno, che Lantfrido e Teodebaldo interpretarono come una provocazione. Teodebaldo quindi espulse nel 727 l'abate Pirmino ob odium Karoli (per odio verso Carlo) e nel 732 espulse parimenti il discepolo di Pirmino e abate del monastero di Reichenau Heddo.
Nel 730 Carlo Martello condusse una campagna contro i duchi Teodebaldo e Lantfrido. Lantfrido morì quello stesso anno durante una campagna militare e Teodebaldo divenne quindi unico duca. Nel 732 Teodebaldo venne scacciato dall'Alemannia, ma alla morte di Carlo Martello tornò per rivendicare il suo ducato.
Nel 742 Teodebaldo si ribellò, insieme ai Baschi, ai Bavari (comandati dal probabile fratello Odilone) e Sassoni in Alsazia contro l'autorità nominale merovingia, de facto esercitata dai maggiordomi Pipino III e Carlomanno. Teodebaldo quindi invase la contea d'Alsazia, retta dal duca eticonide Liutfrido I, il quale probabilmente fu ucciso assieme ad un suo figlio, lottando per i carolingi. Nel 743 Teodebaldo e il duca bavaro e fratello Odilone subirono una sconfitta a Epfach sul Lech da parte dei maggiordomi.
Nel 745 Carlomanno represse definitivamente gli Alemanni con la strage di Cannstat nel 746 e lì prevalse come sovrano.